# Mighty Morphin Alien Rangers
Mighty Morphin Alien Rangers is een Power Rangers miniserie van 10 afleveringen. Officieel hoort de serie bij het derde seizoen van Mighty Morphin Power Rangers. Net als het gehele derde seizoen van Mighty Morphin Power Rangers is Alien Rangers gebaseerd op de Sentai serie Ninja Sentai Kakuranger. Alleen werden nu ook de kostuums uit die Sentai serie gebruikt voor de Alien Rangers.

## Verhaallijn
Vervolg van Mighty Morphin Power Rangers
Omdat de Rangers door Master Viles tijdmanipulatie in kinderen zijn veranderd, en de Ninjamunten zijn vernietigd door Rita en Zedd roept Zordon de hulp in van vijf andere Power Rangers van de planeet Aquitar. Ondertussen lukt het Billy om met een van zijn uitgevonden gadgets zijn eigen leeftijd te herstellen.
Billy en Alpha ontdekken dat alleen het Zeo kristal de tijd op Aarde weer kan herstellen. Dit kristal was eerder door de Rangers versplinterd in vijf onderdelen en verspreid over verschillende tijden om het uit handen van Master Vile te houden. Zordon stuurt de Rangers op een missie om de stukken terug te halen terwijl de Alien Rangers Rita, Zedd en Master Vile bevechten.
De Rangers vinden alle stukken uiteindelijk, maar Aisha geeft haar kristal door aan Tanya Sloan. De Rangers zetten het Zeokristal weer in elkaar en herstellen de tijd op Aarde, en daarmee ook hun leeftijd. De Alien Rangers vertrekken weer naar Aquitar.
Echter, Goldar en Rito hebben inmiddels de locatie van het commandocentrum ontdekt. Ze stelen het Zeokristal en blazen het commandocentrum op….
Wordt vervolgd in Power Rangers: Zeo.

## Karakters

### Alien Rangers
- ': Delphine is de leider van de Alien Rangers.
- Cestro/ Blauwe Alien Ranger: net als Billy bij de Power Rangers, is Cestro de technisch adviseur van de Alien Rangers.
- Aurico/ Rode Alien Ranger: hoewel Delphine de leider is van het team wordt Aurico vaak als Co-leider gezien omdat hij de Rode Ranger is.
- Tideus/ Gele Alien Ranger: een bloedserieus persoon. Fysiek gezien is hij de sterkste van de Alien Rangers.
- Corcus/ Zwarte Alien Ranger: een stil iemand die zich liever op de achtergrond houdt, maar een goede vechter is.

### Power Rangers
- Billy: Billy is de eerste van de Rangers die zijn leeftijd weet te herstellen met een apparaat dat hij uitgevonden heeft.
- Tommy: hij vindt zijn stuk Zeo Kristal bij een oude sjamaan die hem leert met zijn hart te kijken.
- Rocky: Rocky verdient zijn deel van het Zeo kristal in Mexico nadat hij een dorp red van een vulkaan.
- Adam: hij wordt door Zordon naar Korea gestuurd om zijn stuk Zeo kristal op te halen bij een oude man genaamd Kyogi.
- Kat: zij vindt haar stuk Zeo kristal in Australië.
- Aisha: zij vindt haar stuk Zeo Kristal in Afrika. Ze ontmoet daar ook Tanya en stuurt haar met het stuk kristal terug naar de andere Rangers wanneer ze zelf besluit in Afrika te blijven om de dieren daar te helpen.
- Tanya: zij krijgt aan het eind van de serie Aisha’s stuk van het Zeo kristal. Ze heeft niet zo’n grote rol in Mighty Morphin Alien Rangers.

### Hulp
- Zordon
- Alpha 5
- Billy Cranston

Zie: Hulp, Mighty Morphin Power Rangers

### Vijanden
- Hydro Hog: de aartsvijand van de Alien Rangers. Lord Zedd en Rita Repulsa roepen zijn hulp in om de Alien Rangers te verslaan, maar hij verliest en wordt door hen vernietigd.
- Rita Repulsa is de vijhand in de eerste 5 seizoenen
- Lord Zedd
- Goldar
- Rito Revolto
- Master Vile

Zie: Vijanden Mighty Morphin Power Rangers

## Zords
Battleborgs
De Battleborgs zijn vijf robots van de Alien Rangers. Ze kunnen niet combineren en worden telepathisch bestuurd.
- Rode Battle Borg
- Blauwe Battle Borg
- Gele Battle Borg
- Zwarte Battle Borg
- Witte Battle Borg

Shogunzords
De Alien Rangers gebruiken tijdens hun verblijf op Aarde ook de Shogun Zords van de Power Rangers. De Shogun Zords raken, net als de Ninja Zords eerder, verloren in de tijd wanneer de Rangers de tijd op Aarde herstellen.

## Titelsong
Gezongen, geschreven en gecomponeerd door Ron Wasserman
Go Go Alien Rangers 

Go Go Alien Rangers 

Go Go Alien Rangers 

Mighty Morphin’ Power Rangers
Go Go Alien Rangers 

Go Go Alien Rangers 

Go Go Alien Rangers 

You Mighty Morphin’ Power Rangers!

## Trivia
- Mighty Morphin Alien Rangers bevat de eerste vrouwelijke witte Ranger, de eerste vrouwelijke teamleider en de eerste